# Championnats de France d'escrime 2019
Navigation
Édition précédente Édition suivante
Les championnats de France d'escrime 2019 ont eu lieu sur deux week-ends, les 25 mai et 26 mai à Fontaine et à Nantes, puis les 1 et 2 juin à Bourges. Six épreuves figurent au programme, trois masculines et trois féminines.
La particularité de cette année est que les épreuves par équipes étaient le samedi et les épreuves individuelles le dimanche.

## Liste des épreuves
- Épée masculine et épée féminine :
  - les épreuves ont eu lieu à Fontaine les 25 et 26 mai 2019 en même temps que les épreuves par équipes.
- Fleuret masculin et fleuret féminin :
  - les épreuves ont eu lieu à Nantes les 25 et 26 mai 2019 en même temps que les épreuves par équipes.
- Sabre masculin et sabre féminin :
  - les épreuves ont eu lieu à Bourges les 1er et 2 juin 2019 en même temps que les épreuves par équipes.

## Médaillés

### Épée
| Épreuves           | Or                                                                                                 | Argent                                                                       | Bronze                                                                                                   |
| ------------------ | -------------------------------------------------------------------------------------------------- | ---------------------------------------------------------------------------- | --- |
| Épée               | |                                                                              | |
| Hommes individuel  | Alex Fava Escrime Saint-Gratien                                                                    | Romain Cannone Colmar SR                                                     | Virgile Marchal Levallois SC Luidgi Midelton Beauvais ACA                                                |
| Hommes par équipes | Escrime Saint-Gratien- Alex Fava - Nelson Lopez-Pourtier - Arthur Philippe - Jhon Édison Rodríguez | Levallois- Paul Allègre - Yannick Borel - Ronan Gustin - Virgile Marchal     | Rodez Aveyron- Alexandre Bardenet - Mathias Biabiany - Aymerick Gally - Roman Svichkar                   |
| Femmes individuel  | Auriane Mallo Escrime Saint-Gratien                                                                | Joséphine Jacques-André-Coquin AS Bondy Escrime                              | Marie-Florence Candassamy Paris UC Fanny Depanian Escrime Saint-Gratien                                  |
| Femmes par équipes | Levallois- Alexandra Louis-Marie - Solène Mbiim - Alexandra Ndolo - Coraline Vitalis               | Beauvais ACA- Mélissa Goram - Kelley Hurley - Hélène Ngom - Éloïse Vanryssel | Escrime Saint-Gratien- Fanny Depanian - Marie-Gabrielle Fayolle - Sara Fernandez-Calleja - Auriane Mallo |

### Fleuret
| Épreuves            | Or | Argent                                                                                   | Bronze                                                                                             |
| ------------------- | --- | ---------------------------------------------------------------------------------------- | -------------------------------------------------------------------------------------------------- |
| Fleuret             | |                                                                                          | |
| Hommes individuel,  | Erwann Le Péchoux Escrime Pays d'Aix                                                                            | Jérémy Cadot Cercle d'escrime d'Hénin-Beaumont                                           | Maxime Pauty Issy-les-Moulineaux Mousquetaires Wallerand Roger CE Melun Val de Seine               |
| Hommes par équipes, | Issy-les-Moulineaux Mousquetaires- Maximilien Chastanet - Alexander Choupenitch - Maxime Pauty - Alexandre Sido | CE Melun Val de Seine- Peter Joppich - Enzo Lefort - Baptiste Mourrain - Wallerand Roger | OGC Nice Escrime- Maxime Carruggi - Alessio Foconi - Pierre Loisel - Joffrey Mader                 |
| Femmes individuel,  | Ysaora Thibus BLR 92                                                                                            | Pauline Ranvier CE Melun Val de Seine                                                    | Anita Blaze Aubervilliers Escrime Club Coralie Brot Cercle d'Escrime de Rueil-Malmaison            |
| Femmes par équipes, | BLR 92- Chloé Jubenot - Alice Recher - Ysaora Thibus - Alice Volpi                                              | CE Melun Val de Seine- Astrid Guyart - Camilla Mancini - Pauline Ranvier - Maud Rouas    | OGC Nice Escrime- Solène Butruille - Constance Catarzi - Valentina De Costanzo - Madina Tchokounte |

### Sabre
| Épreuves            | Or                                                                                    | Argent                                                                         | Bronze                                                                                      |
| ------------------- | ------------------------------------------------------------------------------------- | ------------------------------------------------------------------------------ | ------------------------------------------------------------------------------------------- |
| Sabre               |                                                                                       |                                                                                |                                                                                             |
| Hommes individuel,  | Vincent Anstett Souffelweyersheim Escrime Club                                        | Boladé Apithy Dijon CE                                                         | Tom Seitz Souffelweyersheim Escrime Club Maxence Lambert Tarbes                             |
| Hommes par équipes, | Souffelweyersheim EC- Riccardo Nuccio - François Regent - Vincent Anstett - Tom Seitz | Tarbes- Maxime Pianfetti - Charles Colleau - Maxence Lambert - Fabien Ballorca | Section paloise- Alberto Pellegrini - Romain Miramon-Choy - Paco Boureau - Clément Cambeilh |
| Femmes individuel,  | Manon Brunet CE Orléans                                                               | Cécilia Berder CE Orléans                                                      | Margaux Rifkiss Maisons-Alfort Charlotte Lembach Strasbourg USM                             |
| Femmes par équipes, | CE Orléans- Margaux Gimalac - Manon Brunet - Laura Reguigne - Cécilia Berder          | Strasbourg USM- Sarah Noutcha - Charlotte Lembach - Méline Zwingelstein        | Gisors 3A- Aliya Itzkowitz - Marie Lecoq - Marion Demonsant - Clara Laurent                 |